# Altmühl
Altmühl je řeka v Bavorsku v Německu. Je dlouhá 220 km.

## Průběh toku
Pramení na severních svazích Frankenhöhe a protéká Franskou Albou v úzké a velmi členité dolině. Ústí zleva do Dunaje.

## Vodní režim
Nejvyšších vodních stavů dosahuje na jaře a na podzim.

## Využití
Vodní doprava je možná do vzdálenosti 30 km od ústí. Je spojená Ludwigskanalem s řekou Mohan.

### Obce na toku
Leutershausen, Neunstetten, Herrieden, Ornbau, Gunzenhausen, Treuchtlingen, Pappenheim, Solnhofen, Dollnstein, Eichstätt, Wasserzell, Walting, Inching, Kipfenberg, Kinding, Beilngries, Dietfurt an der Altmühl, Riedenburg, Essing, Kelheim, Muhr am See